# Nicole Perlman
Nicole Perlman (Boulder, 1981) is een Amerikaans scenarioschrijfster.

## Biografie
Nicole Perlman groeide op in Boulder (Colorado) en studeerde aan de Tisch School of the Arts van de Universiteit van New York. In 2003 behaalde ze haar bachelordiploma. Ze komt uit een familie van schrijvers en werd door haar vader reeds op jonge leeftijd aangemoedigd om te schrijven.
Tijdens haar studiejaren schreef Perlman het scenario Challenger, over de eigenwijze wetenschapper Richard Feynman die in 1986 moest onderzoeken waarom het ruimteveer Challenger meteen na lancering ontploft was.
In 2009 sloot ze zich aan bij Marvels opleidingsprogramma voor scenaristen. In 2011 werkte ze als adviseur mee aan het scenario van de superheldenfilm Thor (2011). Perlman kreeg ook de kans om minder bekend bronmateriaal van de uitgever om te vormen tot een filmscenario. Perlman koos voor de stripreeks Guardians of the Galaxy, omwille van haar interesse in het heelal en sciencefiction. Perlman deed er twee jaar over om zich te verdiepen in de stripreeks en een eerste versie van haar scenario te schrijven. In de periode 2011–2012 schreef Perlman nog enkele versies en werd James Gunn ingeschakeld om aan het script mee te werken en het filmproject te regisseren. De uiteindelijke film, Guardians of the Galaxy (2014), werd een kaskraker en bracht wereldwijd zo'n 770 miljoen dollar op.
In de daaropvolgende jaren werkte Perlman ook mee aan de scripts van de superheldenfilm Captain Marvel (2019) en de Pokémon-film Detective Pikachu (2019).

## Filmografie
- Guardians of the Galaxy (2014)
- Captain Marvel (2019) (verhaal)
- Pokémon Detective Pikachu (2019) (verhaal)